# Isa Danieli
Pour les articles homonymes, voir Danieli (homonymie).
Isa Danieli, née le 13 mars 1937 à Naples, est une actrice italienne.

## Filmographie partielle
- 1974 : Il lumacone de Paolo Cavara
- 1975 : Salvo D'Acquisto de Romolo Guerrieri
- 1976 : Il marsigliese de Giacomo Battiato (feuilleton)
- 1978 : D'amour et de sang (Fatto di sangue fra due uomini per causa di una vedova. Si sospettano moventi politici) de Lina Wertmüller
- 1985 : Camorra de Lina Wertmüller
- 1989 : Cinema Paradiso de Giuseppe Tornatore
- 1990 : Samedi, dimanche et lundi (Sabato, domenica e lunedì) de Lina Wertmüller
- 1999 : Ferdinando e Carolina de Lina Wertmüller

## Distinctions
Elle a reçu le Ruban d'argent de la meilleure actrice dans un second rôle en 1986 pour son rôle dans Camorra (1986).